# Irena Żurańska
Irena Żurańska (ur. 6 sierpnia 1924 w Sadlnie, zm. 24 kwietnia 2022), doktor habilitowany nauk biologicznych (zoologia), entomolog.

## Życiorys
Magisterium w 1952 r., UMK w Toruniu, doktorat w 1961 r., habilitacja w 1969, od 1991 r. zatrudniona na stanowisku profesora nadzwyczajnego w Akademii Rolniczo-Technicznej w Olsztynie.
Badania: entomologia stosowana - badania nad gatunkami szkodliwymi w rolnictwie, wpływ technologii uprawy na owady (Aphididae), morfologia i biologia owadów (Staphylinidae, Cryptophagidae), faunistyka i ekologia wybranych rodzin Coleoptera (Staphylinidae, Curculionidae) i Homoptera (Aphidae, Jassidae). Członek i skarbnik (1956-1966) Polskiego Towarzystwa Zoologicznego, wiceprzewodnicząca (1960-1978) a następnie przewodnicząca Polskiego Towarzystwa Entomologicznego Oddziału w Olsztynie (1978-1994).

## Osiągnięcia
- wykazanie wpływu zróżnicowanych dawek nawozów mineralnych i herbicydów na owady (Aphidae)
- ustalenie składu gatunkowego i dynamiki występowania niektórych wybranych rodzin Coleoptera (Staphylinidae, Curculionidae) i Homoptera (Aphidae, Jassidae) na roślinach uprawianych na terenie Warmii i Mazur,
- opublikowała 63 prace, w tym 43 naukowe, 4 skrypty

## Ważniejsze prace
- "On the morphology of larvae the genera Tachinus Grav. and Tachyporus Grav. (Staphylinidae, Tachyporinae)",
- "Morfologia, biologia i znaczenie gospodarcze Cryptophagus subfumatus Kraatz."

## Odznaczenia
- Złoty Krzyż Zasługi (1973),
- Krzyż Kawalerski Orderu Odrodzenia Polski (1983),
- Złota Odznaka Polskiego Towarzystwa Entomologicznego (1986),
- Medal za Zasługi dla Rozwoju Pol. Tow. Entomol. (1998).